# World Padel Tour 2013
El World Padel Tour 2013 fue la primera edición del World Padel Tour, el circuito de pádel profesional más prestigioso del mundo. En su primera edición, los argentinos Fernando Belasteguín y Juan Martín Díaz se coronaron como números 1, tras haber sido durante muchos años los mejores en el Padel Pro Tour, el antiguo circuito de pádel.

## Calendario
| Torneo                                   | Ciudad                                | País      | Fecha                               |
| ---------------------------------------- | ------------------------------------- | --------- | ----------------------------------- |
| Murcia Internacional Open                | Murcia                                | España    | 8 de abril - 14 de abril            |
| Sevilla Internacional Open               | Sevilla                               | España    | 6 de mayo - 12 de mayo              |
| Cáceres Internacional Open               | Cáceres                               | España    | 20 de mayo - 26 de mayo             |
| Barcelona Internacional Open             | Barcelona                             | España    | 3 de junio - 9 de junio             |
| Madrid Internacional Open                | Madrid                                | España    | 17 de junio - 23 de junio           |
| La Coruña Internacional Open             | La Coruña                             | España    | 24 de junio - 30 de junio           |
| Santander Internacional Open             | Santander                             | España    | 1 de julio - 7 de julio             |
| Puerto de Santa María Internacional Open | Puerto de Santa María, Cádiz          | España    | 15 de julio - 21 de julio           |
| Málaga Internacional Open                | Málaga                                | España    | 29 de julio - 4 de agosto           |
| Castellón Internacional Open             | Castellón                             | España    | 26 de agosto - 1 de septiembre      |
| Alicante Internacional Open              | La Nucía, Alicante                    | España    | 9 de septiembre - 15 de septiembre  |
| Bilbao Internacional Open                | Bilbao                                | España    |                                     |
| Granada Internacional Open               | Granada                               | España    | 23 de septiembre - 29 de septiembre |
| Lisboa Internacional Open                | Lisboa                                | Portugal  | 7 de octubre - 13 de octubre        |
| Gran Canaria Internacional Open          | Santa Lucía de Tirajana, Gran Canaria | España    | 21 de octubre - 27 de octubre       |
| Valencia Internacional Open              | Valencia                              | España    | 4 de noviembre - 10 de noviembre    |
| Buenos Aires Open                        | Buenos Aires                          | Argentina | 18 de noviembre - 24 de noviembre   |
| Villa Carlos Paz Open                    | Villa Carlos Paz                      | Argentina | 2 de diciembre - 8 de diciembre     |
| Master Final                             | Madrid                                | España    | 16 de diciembre - 22 de diciembre   |

## Campeones por torneo

### Competición masculina
| Torneo                  | Ganadores                               | Finalistas                              | Resultado                |
| ----------------------- | --------------------------------------- | --------------------------------------- | ------------------------ |
| Murcia                  | Fernando Belasteguín y Juan Martín Díaz | Juani Mieres y Pablo Lima               | 6-3, 7-6 y 6-3           |
| Sevilla                 | Fernando Belasteguín y Juan Martín Díaz | Juani Mieres y Pablo Lima               | 4-6, 7-6, 6-4 y 6-3      |
| Cáceres                 | Fernando Belasteguín y Juan Martín Díaz | Maxi Sánchez y Sanyo Gutiérrez          | 6-3, 6-2 y 6-2           |
| Barcelona               | Fernando Belasteguín y Juan Martín Díaz | Juani Mieres y Pablo Lima               | 6-1, 6-4, 4-6 y 6-3      |
| Madrid                  | Juani Mieres y Pablo Lima               | Fernando Belasteguín y Juan Martín Díaz | 6-7, 6-0, 7-6, 6-4       |
| La Coruña               | Cristián Gutiérrez y Matías Díaz        | Juani Mieres y Pablo Lima               | 6-7, 7-6, 1-6, 6-3 y 6-3 |
| Santander               | Cristián Gutiérrez y Matías Díaz        | Juani Mieres y Pablo Lima               | 7-6, 6-1 y 7-5           |
| Puerto de Santa María   | Juani Mieres y Pablo Lima               | Cristián Gutiérrez y Matías Díaz        | 6-3, 6-2 y 6-3           |
| Málaga                  | Fernando Belasteguín y Juan Martín Díaz | Juani Mieres y Pablo Lima               | 6-4, 6-4 y 6-4           |
| Castellón               | Fernando Belasteguín y Juan Martín Díaz | Juani Mieres y Pablo Lima               | 7-5, 6-1, 4-6 y 6-4      |
| La Nucía                | Fernando Belasteguín y Juan Martín Díaz | Cristián Gutiérrez y Matías Díaz        | 6-3, 6-4 y 6-4           |
| Bilbao                  | Fernando Belasteguín y Juan Martín Díaz | Juani Mieres y Pablo Lima               | 4-6, 6-3, 7-5 y 6-2      |
| Granada                 | Fernando Belasteguín y Juan Martín Díaz | Juani Mieres y Pablo Lima               | 7-6, 6-4 y 6-3           |
| Lisboa                  | Fernando Belasteguín y Juan Martín Díaz | Juani Mieres y Pablo Lima               | 6-3, 2-6, 6-3 y 6-4      |
| Santa Lucía de Tirajana | Juani Mieres y Pablo Lima               | Miguel Lamperti y Maxi Grabiel          | 6-4, 6-2 y 6-2           |
| Valencia                | Maxi Sánchez y Sanyo Gutiérrez          | Miguel Lamperti y Maxi Grabiel          | 6-3, 7-5 y 6-4           |
| Buenos Aires            | Maxi Sánchez y Sanyo Gutiérrez          | Cristián Gutiérrez y Matías Díaz        | 4-6, 7-6, 6-2 y 6-3      |
| Villa Carlos Paz        | Juani Mieres y Pablo Lima               | Cristián Gutiérrez y Matías Díaz        | 6-7, 6-1, 6-2 y ab-      |
| Master Final            | Maxi Sánchez y Sanyo Gutiérrez          | Fernando Belasteguín y Juan Martín Díaz | 6-7, 6-1, 7-6 y ab-      |

### Competición femenina
| Torneo                  | Ganadores                                   | Finalistas                                  | Resultado      |
| ----------------------- | ------------------------------------------- | ------------------------------------------- | -------------- |
| Murcia                  | No se disputó                               |                                             |                |
| Sevilla                 | No se disputó                               |                                             |                |
| Cáceres                 | No se disputó                               |                                             |                |
| Barcelona               | Mapi Sánchez Alayeto y Majo Sánchez Alayeto | Valeria Pavón y Cata Tenorio                | 6-2 y 7-5      |
| Madrid                  | Carolina Navarro y Cecilia Reiter           | Patricia Llaguno y Elisabeth Amatriain      | 3-6, 7-5 y 6-2 |
| La Coruña               | No se disputó                               |                                             |                |
| Santander               | Patricia Llaguno y Elisabeth Amatriain      | Mapi Sánchez Alayeto y Majo Sánchez Alayeto | 4-6, 6-3 y 6-2 |
| Puerto de Santa María   | No se disputó                               |                                             |                |
| Málaga                  | Carolina Navarro y Cecilia Reiter           | Patricia Llaguno y Elisabeth Amatriain      | 6-2, 5-7 y 7-6 |
| Castellón               | No se disputó                               |                                             |                |
| La Nucía                | No se disputó                               |                                             |                |
| Bilbao                  | Patricia Llaguno y Elisabeth Amatriain      | Carolina Navarro y Cecilia Reiter           | 6-1 y 6-4      |
| Granada                 | Carolina Navarro y Cecilia Reiter           | Mapi Sánchez Alayeto y Majo Sánchez Alayeto | 6-4 y 7-5      |
| Lisboa                  | No se disputó                               |                                             |                |
| Santa Lucía de Tirajana | No se disputó                               |                                             |                |
| Valencia                | No se disputó                               |                                             |                |
| Buenos Aires            | No se disputó                               |                                             |                |
| Villa Carlos Paz        | No se disputó                               |                                             |                |
| Master Final            | Icíar Montes y Alejandra Salazar            | Patricia Llaguno y Elisabeth Amatriain      | 6-4, 4-6 y 6-4 |

## Ranking a final de temporada

### Ranking Masculino
| Ranking | Nombre               | País      | Puntos |
| ------- | -------------------- | --------- | ------ |
| 1       | Fernando Belasteguín | Argentina | 7.453  |
| 1       | Juan Martín Díaz     | España    | 7.453  |
| 3       | Pablo Lima           | Brasil    | 5.856  |
| 4       | Juani Mieres         | España    | 5.847  |
| 5       | Sanyo Gutiérrez      | Argentina | 4.350  |
| 6       | Matías Díaz          | España    | 4.200  |
| 7       | Cristián Gutiérrez   | Argentina | 4.059  |
| 8       | Maxi Sánchez         | Argentina | 3.817  |
| 9       | Maxi Grabiel         | Argentina | 2.967  |
| 9       | Miguel Lamperti      | Argentina | 2.967  |
| 11      | Seba Nerone          | Argentina | 2.478  |
| 12      | Gabriel Reca         | Argentina | 2.022  |
| 13      | Paquito Navarro      | España    | 1.844  |
| 14      | Jordi Muñoz          | España    | 1.767  |
| 15      | Adrián Allemandi     | Argentina | 1.489  |
| 15      | Fernando Poggi       | Argentina | 1.489  |

### Ranking femenino
| Ranking | Nombre               | País      | Puntos |
| ------- | -------------------- | --------- | ------ |
| 1       | Elisabeth Amatriain  | España    | 6.200  |
| 1       | Patricia Llaguno     | España    | 6.200  |
| 3       | Carolina Navarro     | España    | 6.171  |
| 3       | Cecilia Reiter       | Argentina | 6.171  |
| 5       | Majo Sánchez Alayeto | España    | 4.943  |
| 5       | Mapi Sánchez Alayeto | España    | 4.943  |
| 7       | Alejandra Salazar    | España    | 4.067  |
| 8       | Icíar Montes         | España    | 4.000  |
| 9       | Cata Tenorio         | Argentina | 3.429  |
| 9       | Valeria Pavón        | Argentina | 3.429  |
| 11      | Marta Marrero        | España    | 1.671  |
| 11      | Nelida Brito         | Argentina | 1.671  |
| 13      | Paula Eyheraguibel   | Argentina | 1.543  |
| 14      | Ana Fernández        | España    | 1.414  |
| 14      | Lucía Sainz          | España    | 1.414  |
| 14      | Marta Ortega         | España    | 1.414  |
| 14      | Michele Treptow      | Brasil    | 1.414  |